# Parco Sangone
Il Parco Sangone è il ventesimo parco per grandezza della città di Torino. La sua superficie è di 120.000 m².
È stato inaugurato nel luglio 2007 dopo la riqualificazione delle sponde del torrente Sangone nel tratto compreso tra Strada delle Cacce e Via Artom.

## Descrizione

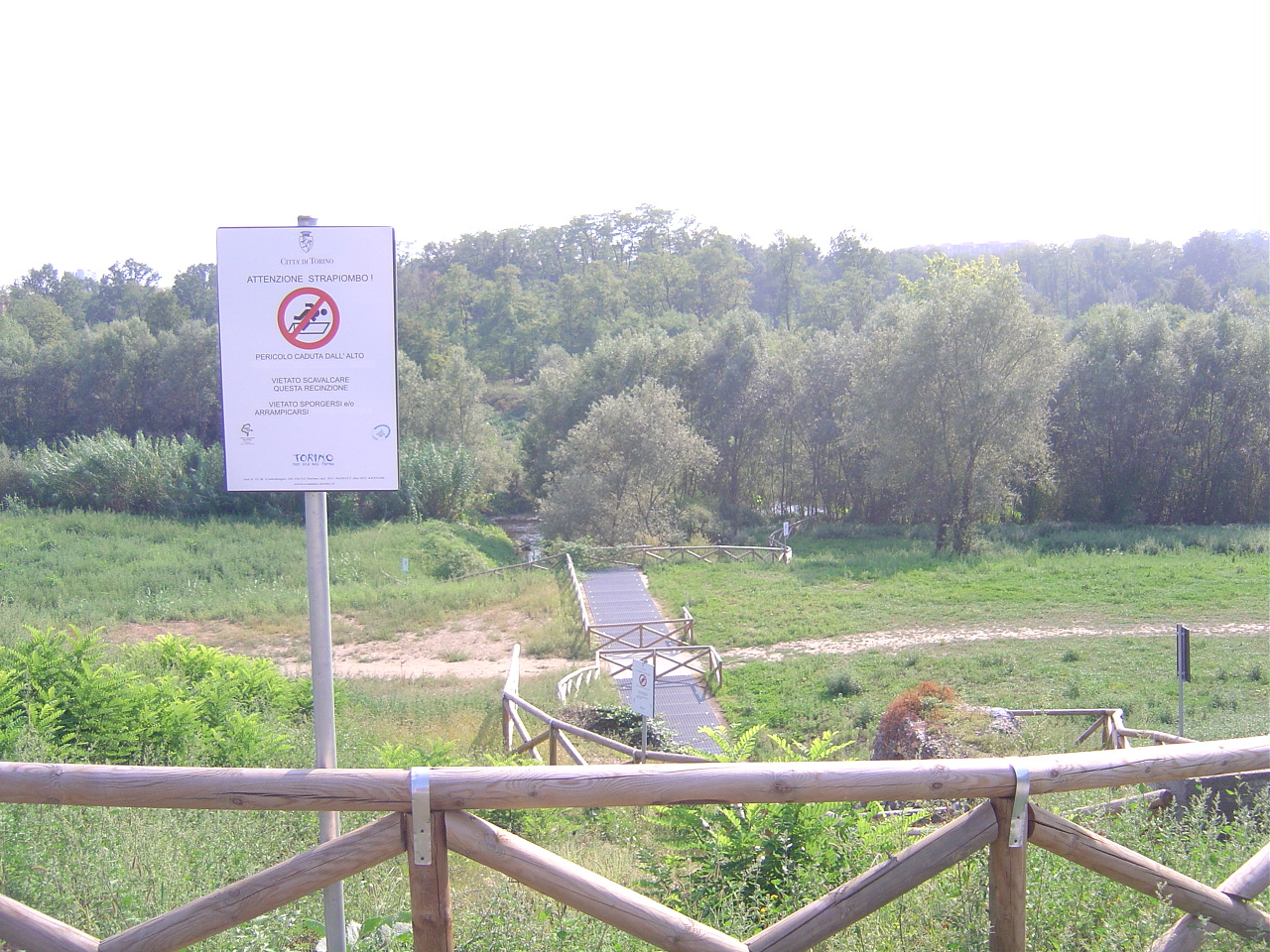
Il parco digrada verso il torrente Sangone (e il Parco Miraflores di Nichelino), spesso con strapiombi. L'accesso al letto del torrente è vietato.

Un percorso lineare principale fa da limite alla discesa del terreno (talvolta assai scoscesa) verso le rive del torrente Sangone.
Il settore est del parco è stato adibito ad orti pubblici regolamentati, in seguito alla rimozione dei vari orti pubblici abusivi che si erano realizzati sul luogo.
Il parco è contiguo al Parco Colonnetti di Torino e ne è separato solo dalla Strada Castello di Mirafiori.
Una passerella-ponte ciclopedonale ne assicura il collegamento con il Parco Miraflores di Nichelino, scavalcando il torrente.
Il Comune di Torino progetta di continuare l'opera di riqualificazione delle sponde verso ovest, per ricongiungersi idealmente con il Parco Piemonte.

## Punti di interesse

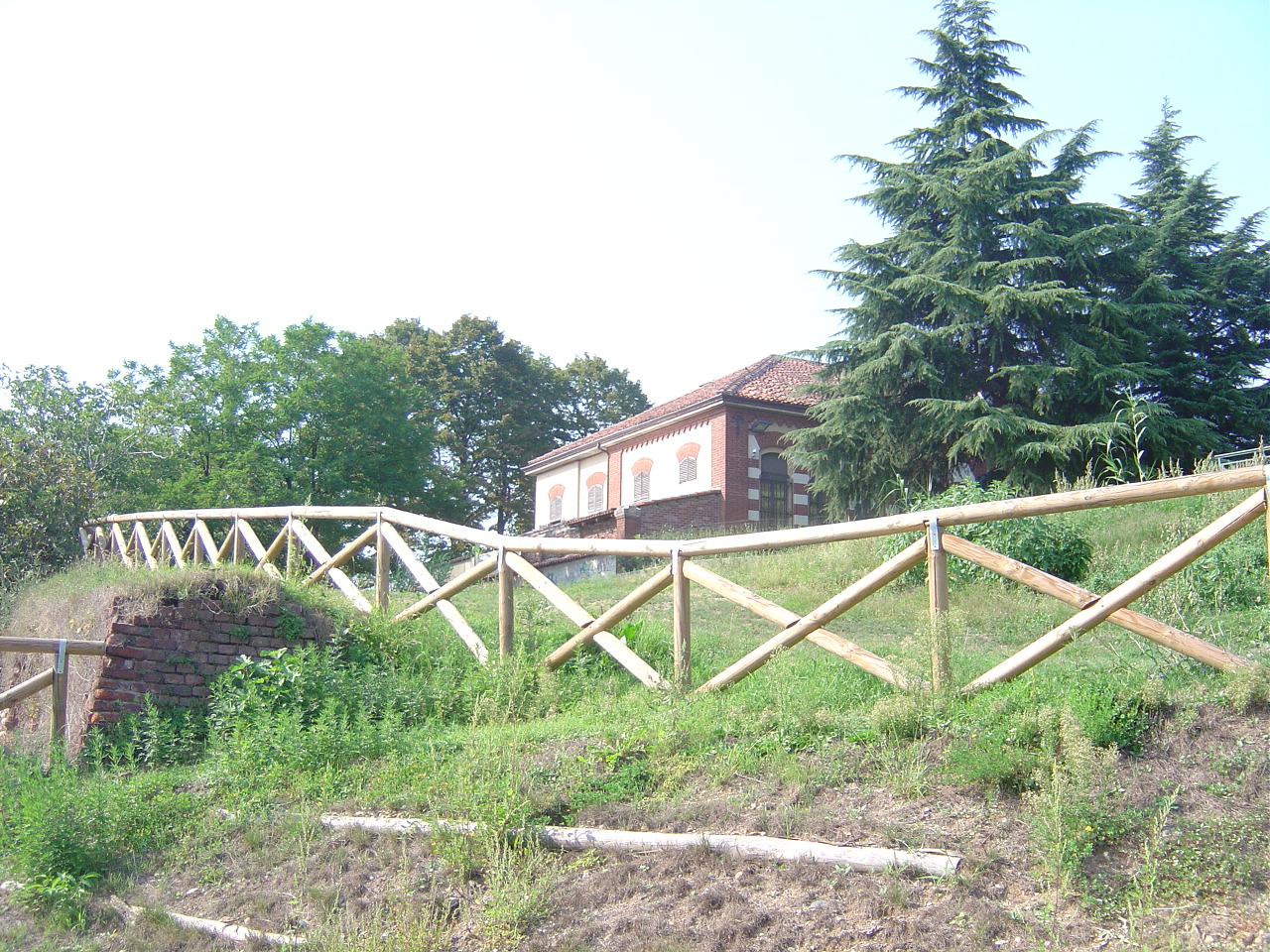
La residenza costruita nei pressi delle rovine del Castello di Mirafiori

- Mausoleo della Bela Rosin. Il mausoleo, recentemente ristrutturato, ha il suo accesso in corrispondenza del belvedere posto all'altezza del fondo di Strada delle Cacce. È visibile percorrendo la Strada Castello di Mirafiori.
- Castello di Mirafiori. Tracce dell'antico castello, mai completamente realizzato nella sua totalità, si trovano attualmente nel parco.

## Impianti sportivi
- Centro sportivo dell'A.S. Nizza Millefonti

Questo club di calcio, considerato nell'opinione pubblica "la terza squadra di Torino", sebbene abbia origine nel quartiere di Nizza Millefonti, ha negli anni novanta acquisito la proprietà di cinque campi da calcio situati nell'odierno Parco Sangone nel quartiere di Mirafiori Sud, facendone il proprio terreno di gioco, sede del centro sportivo e sede sociale.